# Maira Alexandra Rodríguez
Maira Alexandra Rodríguez Herrera (sinh ngày 24 tháng 11 năm 1991 tại Maracay) là một người mẫu của Venezuela và là nữ hoàng sắc đẹp. Cô đại diện cho tiểu bang Amazonas tại cuộc thi Hoa hậu Venezuela 2014. Khi kết thúc cuộc thi, cô đã giành vương miện Hoa hậu Trái Đất Venezuela, có quyền đại diện cho Venezuela trong cuộc thi Hoa hậu Trái Đất 2015. Sau khi Stephanie de Zorzi bị tước quyền tham gia cuộc thi Hoa hậu Trái Đất 2014 vì vấn đề cân nặng, Maira được chọn thay thế de Zorzi để tham gia cuộc thi.
Sau khi cuộc thi Hoa hậu Trái Đất 2014 có kết quả chung cuộc, Maira được tuyên bố là Hoa hậu Nước (tương đương Á hậu 2), khiến Venezuela trở thành đất nước sở hữu số lượng danh hiệu Á hậu 2 nhiều nhất, với cô là người chiến thắng thứ tư.

## Cuộc sống ban đầu và sự nghiệp
Maira là một người mẫu trẻ người Venezuela, sinh ra ở Maracay, một thành phố ở bang Aragua, Venezuela. Cô có bằng về Quan hệ công chúng và là vận động viên bơi lội từ năm tuổi. Cô có nhiều kinh nghiệm trong thế giới người mẫu, biểu diễn cả trên tạp chí lẫn chiến dịch vận động tuyển cử ở Venezuela và các quốc gia khác như Panama.

## Thi hoa hậu

### Hoa hậu Venezuela
Maira lần đầu tiên tham gia cuộc thi Hoa hậu Thế giới Venezuela 2013. Cô đại diện cho bang Distrito Capital. Tuy nhiên, cô ra về mà không có được thú hạng trong cuộc thi này. Cuộc thi đã chọn được người chiến thắng là Karen Soto.

### Hoa hậu Venezuela 2014
Maira tham gia vào chương trình "Hoa hậu Aragua", cuộc thi mà cô được chọn là 1 trong số các đại diện của tiểu bang tham gia chương trình quốc gia Hoa hậu Venezuela.
Maira đại diện cho bang Amazonas ở cuộc thi Hoa hậu Venezuela 2014 và thi đấu với 24 ứng cử viên khác từ các vùng khác nhau của đất nước. Rodriguez giành vương miện Hoa hậu Trái Đất Venezuela và là đại diện Venezuela ở cuộc thi Hoa hậu Trái Đất 2015. Nhưng sau khi đại diện ban đầu tại Hoa hậu Trái Đất 2014 là Stephanie de Zorzi bị tước quyền tham gia cuộc thi, cô đã được chọn là người thay thế.
Trong sự kiện "Gala Interactiva de la Belleza", cô nhận được giải thưởng "Miss Confianza (Hoa Tín nhiệm)". Trong đêm chung kết, Maira được trao giải "Hoa hậu Elegancia (Hoa hậu Thanh lịch)".